# 荒戸城
荒戸城（あらとじょう）は、新潟県南魚沼郡湯沢町にあった日本の城（山城）。城跡は新潟県の史跡に指定されている。

## 歴史
天正6年（1578年）5月12日、御館の乱の際、後北条氏の越後侵入を阻止するために、上杉景勝が深沢利重・登坂与衛門尉らに命じて築城させた。同年7月、後北条勢の攻撃によって荒戸城は落城する。翌天正7年（1579年）2月、景勝は荒戸城を奪還して、天正9年（1581年）2月28日、樋口与三右衛門兼重・冨里三郎左衛門らを城将に命じた。慶長3年（1598年）上杉氏の会津移封によって廃城となった。

## 概略
- 所在地-新潟県南魚沼郡湯沢町大字神立字袖山～大字三俣字下峠。
- 標高-789メートル
- 樋口主水助（直江兼続の叔父、湯沢が知行地で居城跡が主水公園になっており、川端康成の文学碑が立っている。）
- 主水山大岳寺（越後湯沢駅前）は、荒戸城で戦死した樋口主水助ゆかりの寺院。

## アクセス
- 車:関越自動車道湯沢ICより約10分（国道17号芝原トンネル手前を左折）
- 鉄道:上越新幹線越後湯沢駅よりバスで約20分（国道17号芝原バス停より徒歩約1時間）